# Sing! Sing! Sing!
『Sing! Sing! Sing!』（シングシングシング）は、TBSテレビ制作、同系列で放映されているオーディションバラエティ番組である。

## 概要
「ソロ・ヴォーカリスト・コンテスト番組」と銘打たれたオーディション番組。日本各地から集まったアマチュアヴォーカリスト達を、数ヶ月に渡る審査･選抜でふるい落とし、優勝者1名を決める。
決勝戦（シーズンフィナーレ）はゴールデン帯の生放送で行われ、放送中の視聴者投票によって優勝が決まる。
基本的に、VTRのみで構成されているが、1st Season後半は例外として江角マキコ・高橋真麻とTBSアナウンサーが進行役を務めるスタジオパートも挿入された。

## 出演者
- 審査員：服部隆之、大沢伸一、小野かほり、坂本昌之、島田昌典、園田涼、冨田ラボ(冨田恵一)、本間昭光、松原秀樹、トオミヨウ等。
- 伴奏者・エンジニア：旭純、沖山優司、坂田学、古澤衛、宮崎裕介
- 「世紀の歌声!生バトル 日本一の歌王決定戦!」（シーズンフィナーレ）司会：加藤浩次、枡田絵理奈、石井大裕
- 1st Season スタジオパート出演者兼シーズンフィナーレゲスト：江角マキコ、高橋真麻

## 1st Season

### 1st Season予選
動画オーディション
自分の得意曲をア・カペラ（伴奏なし）の独唱している自身の姿を動画形式で投稿。それらを審査にかけて、一次予選進出者を選定する。
一次予選
自分の得意曲をア・カペラ（伴奏なし）の独唱で披露する。3人の審査員が全て合格判定を出せば二次予選進出。
二次予選
自分の得意曲をピアノかギターの伴奏で、他の出場者と審査員の前で披露。どちらの伴奏を選択するかは歌唱者の任意。6人の審査員が審査を行い、代表して1人が合否を発表する。この時点で決勝ラウンド進出の10名を決定。この10名はTOP10メンバーとして、その後の審査の結果とは別に、決勝戦の生放送や番組公式ライブなどで度々フィーチャーされる。1st Season TOP10のメンバーは以下の通り。
石田サラ、梅原怜子、木下翼、坂口舜、坂本真彩、坂本理沙、佐々木真央、末吉実鈴、堂本椋太、吉原茉依香。
決勝ラウンド1・グループ歌唱審査
10名を5名ずつ2組に分け、それぞれのグループで課題曲（渡辺美里「My Revolution」）の合唱に挑む。それを元に審査員・本間昭光のアレンジで10人編成の「My Revolution」が完成。以降、1stSeason TOP10メンバーのテーマ曲として、決勝戦や公式ライブでも披露されるようになる。
2014年8月2日に放送された大型音楽生特番「音楽の日」では、10名による「My Revolution」合唱が、通常放送されていない地域でも放送された（一部地域を除く）。
「音楽の日」の生放送終了後、一連の流れを元に審査が下され、坂口舜と末吉実鈴の2名が敗退した。
決勝ラウンド2・トーナメントバトル審査
1対1で同一楽曲の歌唱を披露し、優劣を争う。通常のトーナメント方式とは異なり、敗者同士で争う「負け残り式トーナメント」で脱落者2名を決定。
- Aブロック第1戦は吉原茉依香VS佐々木真央。佐々木真央の勝利。
- Aブロック第2戦は堂本椋太VS梅原怜子。梅原怜子の勝利。
- Aブロック敗者決定戦は吉原茉依香VS堂本椋太。堂本椋太が勝利し、吉原茉依香の敗退が決定。
- Bブロック第1戦は坂本真彩VS石田サラ。坂本真彩の勝利。
- Bブロック第2戦は坂本理沙VS木下翼。木下翼の勝利。
- Bブロック敗者決定戦は石田サラVS坂本理沙。石田サラが勝利し、坂本理沙の敗退が決定。

決勝ラウンド3・フリー歌唱審査
自由選曲で、約100人の観客が取り囲むステージの中央で披露。
ここでも2名が脱落し、残った4名が決勝トーナメント進出決定となる。
審査員の合議の末、木下翼、石田サラの敗退が決定。
敗者復活戦・ア・カペラ審査
決勝ラウンドを敗退した6名に対してサプライズで、決勝ラウンド収録翌日の16時に敗者復活戦を開催する事を発表。
一次審査同様、自由選曲でア・カペラ（伴奏なし）の独唱で披露する。
審査員の合議で、決勝ラウンド脱落者6名の中から、吉原茉依香の復活が決定した。

### 1st Season 決勝戦（シーズンフィナーレ）
1st Season 決勝戦に出場したのは、堂本椋太、佐々木真央、坂本真彩、梅原怜子、吉原茉依香の５名。
シーズンフィナーレは全編、視聴者による審査で結果が決まるシステムとなっており、決勝ラウンドまでの審査員は江角・高橋と共に観客側として5名を見守った。
決勝トーナメント1回戦（サバイバルステージ）
1人ずつ、自由選曲で歌唱。視聴者は、データ放送及びPC・スマートフォンの専用サイトで、合格または不合格を歌唱中に審査。
歌唱開始から終了までに集まった票数に対する合格判定の割合を支持率として算出し、支持率が最も低かった1名が脱落。
支持率による順位は、1位・梅原怜子（支持率82.474%）、2位・佐々木真央（支持率79.894%）、3位・堂本椋太（支持率75.366%）、4位・吉原茉依香（支持率75.228%）、5位・坂本真彩（支持率67.057%）となり、坂本真彩が敗退。
決勝トーナメント・準決勝
1対1で昭和の名曲の中から選んだ1曲を披露し、優劣を争う。対戦カードは、1回戦の順位に応じて決定（3位vs2位、4位vs1位）。
視聴者は、後攻の歌唱開始から終了までに、1回戦同様データ放送及びPC・スマートフォンの専用サイトで、先攻と後攻どちらの歌唱が良かったかを審査。得票率が高かった方が、決勝戦進出。
準決勝第1戦
先攻）堂本椋太「守ってあげたい」　得票率40.527%
後攻）佐々木真央「駅」　得票率59.473%
得票率で上回った佐々木真央が決勝戦へ勝ち上がった。
準決勝第2戦
先攻）吉原茉依香「飾りじゃないのよ涙は」　得票率24.219%
後攻）梅原怜子「ハイティーン・ブギ」　得票率75.781%
得票率で上回った梅原怜子が決勝戦へ勝ち上がった。
決勝トーナメント・決勝戦
選曲テーマの制限が無い点以外は、準決勝と同様。
先攻）佐々木真央「大きな玉ねぎの下で」　得票率51.972%
後攻）梅原怜子「渡良瀬橋」　得票率48.028%
優勝した佐々木真央には、賞金200万円とオリジナル楽曲を含むアルバムデビューの権利が贈られた。

### 1st Season エピソード
- シーズン中の8月に、石田サラ、坂本理沙、佐々木真央の3人は「カラオケスーパーグランプリ2014」にも出場。全国約１万人の参加者の中から、佐々木真央が優勝した。
- 優勝した佐々木真央は、2014年12月17日にオリジナル曲「改札口」を含むアルバム配信がスタートした。「改札口」の作曲はジャッジの坂本昌之、また作詞は松井五郎が手がけた。さらに、2015年3月25日には、「改札口」を含むミニアルバム「佐々木真央」でメジャーデビューを果たした。

## 2nd Season

### 2nd Season予選
動画オーディション
自分の得意曲をア・カペラ（伴奏なし）の独唱している自身の姿を動画形式で投稿。それらを審査にかけて、一次予選進出者を選定。
1st Season決勝戦の生放送によって参加希望者が増加したため、急遽追加オーディションを行った。
最終的な応募者数は、1st Seasonをはるかに上回る2200名以上。
一次予選
自分の得意曲をア・カペラ（伴奏なし）の独唱で披露する。5人の審査員の内、3名以上が合格判定を出せば二次予選進出。
2nd Seasonでは「個性」を重視しており、審査基準は高くなった。追加募集枠を合わせ、合格者は25名。
二次予選
自分の得意曲をピアノかギターの伴奏で、他の出場者と審査員の前で披露。どちらの伴奏を選択するかは歌唱者の任意。6人の審査員が審査を行い、代表して1人が合否を発表する。この時点で決勝ラウンド進出の8名を決定。2nd Season TOP8のメンバーは以下の通り。
小田夢乃、田中桜、中谷優心、西松由紀穂、春田瑠里、宮本毅尚、本並恵、安澤由華。
決勝ラウンド
ランキング方式を採用。1人ずつ歌唱して全員の歌唱が終わった時点で1名が脱落。これを3回戦繰り返して、残った5名がシーズンフィナーレ進出。
決勝ラウンド１回戦
「松田聖子の楽曲」から１曲を選び歌唱。5人の審査員が各自20点合計100点満点で採点し、最下位の１名が脱落。
決勝ラウンド２回戦
自分の好きな楽曲を歌唱。１回戦の得点を引き継ぎ、合計点が最も低かった１人が脱落。
決勝ラウンド３回戦
２回戦までの得点をリセットし、審査員による投票制で最後の脱落者が決定。
最終的にゴールデン生放送のシーズンフィナーレに進出を決めた５名は、
小田夢乃、田中桜、中谷優心、西松由紀穂、宮本毅尚
決勝ラウンド終了後、５名はそれぞれ審査員たちによるサポートを受け、フィナーレへ向けたブラッシュアップを図った。

### 2nd Season 決勝戦（シーズンフィナーレ）
「世紀の歌声！生バトル 日本一の歌王決定戦！」と題して2015年4月20日（月）21:00よりTBSで生放送された。
基本ルールは1st Season決勝戦と同じ。

中谷優心が優勝。

### 2nd Season エピソード
決勝戦前夜祭ライブが4月19日に東京・東京ソラマチのツリービレッジにて2回行われ、決定戦に出場を決めた5人、決勝ラウンドで敗退した3人、1stシーズンでグランプリを受賞しデビューした佐々木真央が登場した。2回目のライブはニコニコ生放送で配信され、来場者は1万3000人を超えた。

## 3rd Season

### 3rd Season予選
審査員
大沢伸一、小野かほり、坂本昌之、島田昌典、園田 涼、冨田ラボ（冨田恵一）、服部隆之、本間昭光
自薦オーディション
3500名を超える応募者があり、一次予選進出者は70名。
一次予選
持込のカラオケ音源の利用可。ギター・ピアノの弾き語りや、伴奏者1名同伴も可。さらにオリジナル曲や洋楽も可とする新ルールが採用された。歌唱後すぐにその場で審査され、5人の審査員の内4名以上が合格判定（○）を出せば合格。
合格者は8名。ここに審査員4名が各1名推薦する「ワイルドカード枠」4名が加わった12名が二次予選進出。
合格者は、山城佳子、前坂妃和、伊藤裕貴、茂木薫実、三浦タカ、阿児万寿美、平林純、萩原直史。
ワイルドカード追加合格者は、辰巳真由佳（冨田ラボ）、大渕野々花（島田昌典）、鍛治野友美（坂本昌之）、平井萌花（本間昭光）。
二次予選
12名が1対1で対決し、6名が通過。さらに「ワイルドカード枠」2名が加わった8名が三次予選進出。
合格者は、平林純、鍛治野友美、山城佳子、大渕野々花、平井萌花、前坂妃和。
ワイルドカード追加合格者は、茂木薫実（服部隆之）、阿児万寿美（大沢伸一）。
三次予選
8名（史上初全員女性）がトーナメント対決で対決し、6名が通過（4名ずつが1対1で対決し勝者は勝ち抜け。敗者同士が対決し敗者が敗退）。
合格者は、平井萌花、前坂妃和、平林純、山城佳子、阿児万寿美、鍛治野友美。
最終予選
6名が2曲ずつ歌い、合計得点上位2名が決勝進出。
合格者は、前坂妃和、鍛治野友美。なおこの2名は2015年11月27日NHKホール開催の「本間祭」に前座で出場した。
他薦オーディション
上記自薦オーディションの三次予選にて、あなたの周りに「歌の上手い人」いませんか？とする他薦候補者募集が始まった。ソロ・ユニット・グループを問わず、歌っていればOKとし、歌のジャンル・活動場所・居住地・年齢・性別一切不問。プロデビューしていてもメジャーとして活動していなければ可とした。
番組で「他薦候補者」を選出し、YouTube動画再生回数などにより選抜された6名が決勝進出。
合格者は、UEBO 上坊浩人、香川裕光、亀川アキ、倉舘麻美、Monica、Yuri × Meri。

### 3d Season 決勝大会「歌王2016」
2016年1月5日、TBS系にて生放送。番組名は「歌王2016」とされ、「Sing! Sing! Sing!」の表記は無い。

カラオケ音源ではなく、プロのミュージシャンによる生演奏であった。
決勝大会1st BATTLE サバイバルステージ（予選）
20名の審査員（音楽審査員16名・特別審査員として由紀さおり、松崎しげる、岩崎宏美、石丸幹二が参加）による得点（合計1000点満点）により順位を決め、上位3組が決勝戦に進出した。
1. 香川裕光「栄光の架橋/ゆず」972点
2. UEBO 上坊浩人「シングルベッド/シャ乱Q」958点
3. Monica「愛をこめて花束を/Superfly」952点
4. Yuri×Meri「うれしい!たのしい!大好き!/DREAMS COME TRUE」948点
5. 倉舘麻美「Story/AI」946点
6. 鍛治野友美「PRIDE/今井美樹」943点
7. 亀川アキ「どんなときも。/槇原敬之」942点
8. 前坂妃和「糸/中島みゆき」929点

決勝戦
視聴者による審査（データ放送・PC・スマートホンからの投票）制が採用される。放送に合わせて「○」「×」2択の投票ボタンが表示され、歌唱中投票〆切まで変更可能。
20名の審査員による得点（合計1000点満点）に視聴者投票による得点（1000点満点）を加えた合計2000点満点で、グランプリを決めた。
1. 香川裕光「言葉にできない/小田和正」1920点
2. Monica「Everything/MISIA」1847点
3. UEBO 上坊浩人「粉雪/レミオロメン」1777点

優勝した香川裕光には、賞金200万円とオリジナル楽曲を含むアルバムデビューの権利が贈られた。

## 関連CD
- 佐々木真央 (VICL-64316, 2015年3月25日発売。  1stシーズン優勝者・佐々木真央の優勝賞品ミニアルバム)
- 20（トゥエンティー）（Qbix-30, 2015年8月1日発売。2ndシーズン優勝者・中谷優心の優勝賞品ミニアルバム)
- Sing! Sing! Sing! 1st Season Compilation (KICS-3195, 2015年6月10日発売。 1stシーズンTOP10メンバーによるコンピレーション)
- Sing! Sing! Sing! 2nd Season Compilation (KICS-3196, 2015年6月10日発売。初回限定盤は特典映像DVD付き。2ndシーズンTOP5メンバーがシーズン・フィナーレの為に厳選した曲＋TOP8メンバーによる全員曲（SOMEDAY/佐野元春）を収録したコンピレーション)

## ネット局
| 放送対象地域   | 放送局                | 系列    | 放送日時                      | 放送期間                                        | 遅れ日数   |
| -------------- | --------------------- | ------- | ----------------------------- | ----------------------------------------------- | ---------- |
| 関東広域圏     | TBSテレビ（TBS）      | TBS系列 | 日曜 1:53 - 2:23 （土曜深夜） | 2014年5月18日 - 2015年12月27日                  | 制作局     |
| 北海道         | 北海道放送（HBC）     | TBS系列 | 日曜 1:53 - 2:23 （土曜深夜） | 2014年5月18日 - 2015年12月27日                  | 同時ネット |
| 長野県         | 信越放送（SBC）       | TBS系列 | 日曜 1:53 - 2:23 （土曜深夜） | 2014年5月18日 - 2015年12月27日                  | 同時ネット |
| 鳥取県・島根県 | 山陰放送（BSS）       | TBS系列 | 日曜 1:53 - 2:23 （土曜深夜） | 2014年5月18日 - 2015年12月27日                  | 同時ネット |
| 福島県         | テレビユー福島（TUF） | TBS系列 | 日曜 1:53 - 2:23 （土曜深夜） | 2015年2月15日 - 4月19日 2015年7月5日 - 12月27日 | 同時ネット |

### 過去のネット局
| 放送対象地域 | 放送局            | 系列    | 放送期間                | ネット体制 |
| ------------ | ----------------- | ------- | ----------------------- | ---------- |
| 鹿児島県     | 南日本放送（MBC） | TBS系列 | 2014年5月18日 - 11月2日 | 同時ネット |

### ネット局の備足
改編期ではない5月18日という時期に放送開始されたことにより、当該時間に放送されていた「ランク王国」が30分繰り下げとなり、「ランク王国」が北海道放送では一時放送休止、信越放送では打ち切り、北陸放送や静岡放送では1週遅れの放送に移行されるなどの影響が出た。
2014年10月22日の19:56-21:54（「水トク!」枠）には、「世紀の歌声!生バトル 日本一の歌王決定戦!」と題して、1stシーズン決勝トーナメントを生放送。ローカルセールス枠のため全国ネットではないが、レギュラー放送されていない系列局でも放送された。TBSテレビ、北海道放送、IBC岩手放送、東北放送、テレビユー山形、テレビユー福島、新潟放送、信越放送、テレビ山梨、北陸放送、CBCテレビ、山陰放送、テレビ山口、あいテレビ、長崎放送で放送。当時レギュラー放送を行っていた南日本放送は同時ネットせず、2014年10月31日(0:05 - 2:05)に放送した。

## スタッフ
- ナレーション：諏訪部順一
- 構成：伊藤正宏、宮下勇二、小泉泰成、安念高志、美濃部達宏
- TM：近藤明人
- TD：中野真悟
- CAM：小笠原朋樹
- VE：宮本民雄
- 音声：森和哉、相馬敦
- 照明：清水朝彦
- 音効：阿部宰
- 編集：岩原大介、清水由子
- MA：新田領
- 美術プロデューサー：中江大志
- 美術デザイナー：太田卓志
- 美術制作：朝川菜美
- 装置：鈴木匡人
- 操作：今野貴司
- 電飾：入江智喜
- メカシステム：濱口利行
- アクリル装飾：青木剛
- 楽器：高井啓光
- メイク：竹山美由紀
- 技術協力：TBSテックス、エヌ・エス・ティー、TAMCO、東通、ティエルシー
- 制作協力：株式会社日音
- 編成：中島啓介
- 宣伝：鈴木慎治、香坂佳奈
- デジタルコンテンツ：松尾智和
- TK：前場莉奈
- デスク：小川伸子
- AD：米澤孝祐、土屋佳弘、古賀輝彦、松木秀祐、田淵美穂
- アシスタントプロデューサー：白山真穂、佐藤誠子
- チーフディレクター：成田雅仁
- ディレクター：斉藤崇、深谷俊介、早川康弘、森俊平、橋本詳吾
- マネージメントプロデューサー：志賀大士
- プロデューサー：古谷英一、服部英司
- 製作著作：TBS

### 過去のスタッフ
- 構成：興津豪乃
- チーフディレクター：高橋智大